# Parafia św. Doroty w Rogowie
Parafia św. Doroty w Rogowie – rzymskokatolicka parafia dekanatu rogowskiego, erygowana w XIII wieku. 
Kościół parafialny zbudowany w połowie XIX wieku, dwuwieżowy, klasycystyczno-neogotycki. Świątynia uległa pożarowi 30 marca 2014 roku. Spaleniu uległ dach, który się zawalił oraz dwie wieże, a wnętrze kościoła zostało zalane wodą podczas akcji gaśniczej. Zniszczony pożarem kościół został szybko odbudowany.   

## Dokumenty
Księgi metrykalne: 
- ochrzczonych od 1945 roku
- małżeństw od 1945 roku
- zmarłych od 1945 roku